# Rotbarbe

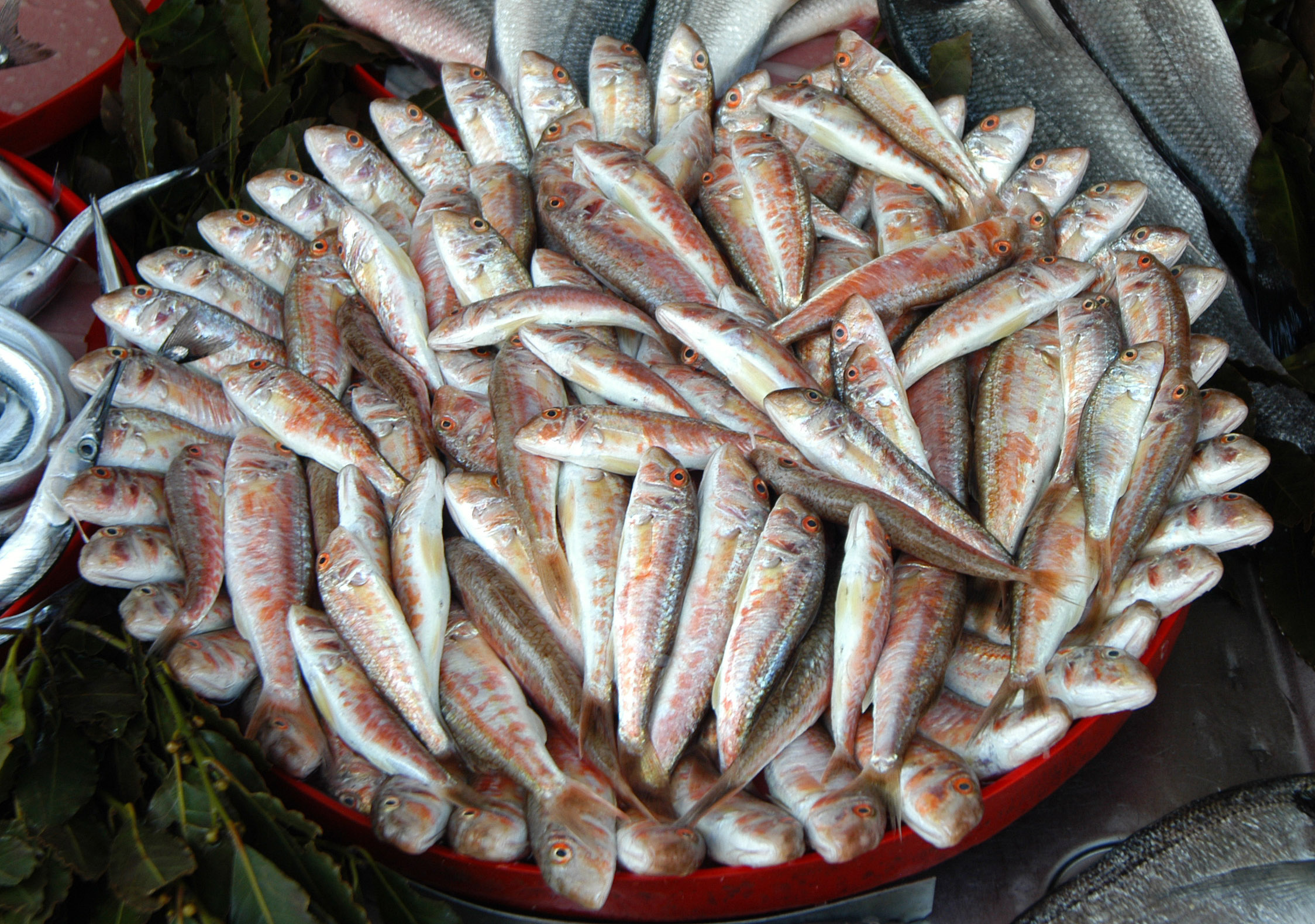
Rotbarben auf einem Markt in Samsun, Türkei

Die Rotbarbe oder Rote Meerbarbe (Mullus barbatus) ist ein barschverwandter Meeresfisch, der im nordöstlichen Atlantik vom Senegal über die kanarischen Inseln bis an die Küsten der britischen Inseln, im Mittelmeer, sowie seltener in der Nordsee und im Skagerrak an der Küste Südnorwegens vorkommt. Neben der Nominatform Mullus barbatus barbatus gibt es noch die Unterart Mullus barbatus ponticus Essipov, 1927, die im Schwarzen und im Asowschen Meer lebt. Die Fische halten sich in Tiefen von 10 bis 300 Metern auf.

## Merkmale
Rotbarben werden maximal 28 bis 30 Zentimeter lang, bleiben für gewöhnlich aber bei einer Länge von 20 Zentimetern. Weibchen werden etwas größer als die Männchen. Das Kopfprofil der Rotbarben ist wesentlich steiler als das der Streifenbarbe. Ihre beiden Kinnbarteln sind kürzer bis gleich lang wie die Brustflossen. Ihre Färbung ist variabel. Die Flossen sind ungemustert.

## Lebensweise
Rotbarben leben in großen Schwärmen bodennah vor allem auf weichen Sand- und Schlammböden. Sie suchen ihre aus kleinen Krebstieren, Borstenwürmern und Weichtieren bestehende Nahrung mit Hilfe ihrer mit Geschmacks- und Tastzellen ausgestatteten Barteln und werden bei der Nahrungssuche oft von artfremden Fischen, vor allem Lippfischen und Meerbrassen begleitet, die die aufgescheuchten Bodentiere fressen.

## Fortpflanzung
Rotbarben laichen von April bis August. Eier und Larven treiben pelagisch im Wasser. Die Jungfische sind zunächst blau gefärbt und leben bis zu einer Größe von drei bis vier Zentimeter pelagisch. Danach gehen sie zum bodennahen Leben über. Bei einer Länge von zehn bis elf Zentimeter werden sie geschlechtsreif.

## Einzelnachweis
1. ↑  Fishbase Mullus barbatus ponticus